# Singin' in the Rain
Singin' in the Rain là bộ phim nhạc kịch hài năm 1952 do Gene Kelly và Stanley Donen làm đạo diễn, dàn diễn viên bao gồm Gene Kelly, Donald O'Connor và Debbie Reynolds, Kelly cũng là người dàn dựng vũ đạo cho bộ phim. Bộ phim miêu tả một cách nhẹ nhàng về Hollywood, với 3 ngôi sao đóng vai những nghệ sĩ đang chuyển từ thời kì phim câm sang phim có lời thoại.
Phim chỉ đạt thành công khiêm tốn khi ra mắt, chỉ có diễn viên O'Connor đoạt giả Nam diễn viên xuất sắc nhất tại giải Quả cầu vàng và Comden cùng Green chiến thắng tại Writers Guild of America Awards. Tuy nhiên, nó được thừa nhận là tác phẩm huyền thoại bởi các nhà phê bình đương thời. Bộ phim thường được miêu tả là vở nhạc kịch hay nhất mọi thời đại, đứng đầu trong danh sách AFI's 100 Years of Musicals, và đứng thứ năm trong danh sách những bộ phim Mỹ hay nhất mọi thời đại năm 2007.

## Nội dung
Lấy bối cảnh năm 1927, khi ngành công nghiệp điện ảnh có một bước chuyển mình mạnh mẽ từ phim câm sang phim lồng tiếng. Don Lockwood (Gene Kelly thủ vai) là một ngôi sao phim câm. Anh có một tuổi thơ nghèo khổ nhưng luôn gắn liền với âm nhạc. Trong một dịp may mắn, Don đã lọt vào mắt xanh của đạo diễn studio R.F Simpson và trở thành diễn viên. Cuộc sống của chàng tài tử điển trai này có lẽ sẽ không thay đổi nếu anh không gặp Kathy Selden (Debbie Reynolds đóng), một cô gái trong dàn đồng ca gây cho anh ấn tượng mạnh ngay từ lần đầu gặp gỡ. Từ đó, rắc rối liên tiếp tìm đến với Don. "Người tình phim ảnh" Lina Lamont (Jean Hagen) tin rằng Don thích cô cả trên phim cũng như ngoài đời. Tuy nhiên người Don mang lòng yêu lại là Kathy, nhưng anh không thể công khai với cô gái này do lo ngại ảnh hưởng tới hình ảnh "cặp đôi hoàn hảo" Don – Lina trên màn ảnh. Sự cố tiếp theo xảy đến với chàng diễn viên là việc đóng phim lồng tiếng. Bộ phim Jazz Singer đã đánh dấu kỷ nguyên mới cho thể loại phim thoại. Để không bị tụt hậu, Don và ê-kíp của mình phải chuyển phim câm The Duelling Cavalier sắp tới thành phim có tiếng The Dancing Cavalier. Với chàng diễn viên điển trai có tài năng ca hát, nhảy múa thiên bẩm thì chuyện đó chẳng có gì khó khăn, nhưng với Lina thì ngược lại. Cô có một chất giọng chát chúa và chẳng thể hát đúng tông nổi một bài. Kết quả là buổi ghi hình, thu âm thử cho phim thoại lần đầu tiên của 2 người thất bại thảm hại. Trong lúc cả ê-kíp đang chán nản thì Don và bạn diễn Cosmo Brown (Donald O'Connor đóng) đã nghĩ ra cách thay thế giọng hát của Lina bằng giọng của Kathy. Vì yêu Don nên Kathy đã nhận lời đứng sau cánh gà để hát thay cho cô nàng diễn viên đỏng đảnh kia. Nhưng mọi chuyện đã đi xa hơn cả những gì Don nghĩ khi cô nàng Lina ghen tức đòi nhà sản xuất Simpson cho mình độc quyền giọng hát của Kathy trong 5 năm, điều này cũng có nghĩa là sự nghiệp của Kathy sẽ đi vào ngõ cụt. Trong lễ ra mắt phim The Dancing Cavalier, khán giả đã hào hứng yêu cầu Lina hát trực tiếp. Một lần nữa, cô nàng diễn viên kiêu kỳ phải nhờ tới sự trợ giúp của Kathy. Trong lúc Lina đang say mê "hát nhép", Don, Cosmo và Simpson đã bí mật kéo chiếc rèm phía sau lưng cô. Bí mật bị lộ, Lina xấu hổ bỏ chạy, còn Kathy thì bối rối ngỡ ngàng trong lời giới thiệu của Don rằng cô "chính là ngôi sao thực sự". Phim kết thúc với cảnh Don hôn Kathy trước tấm bảng "Singin' in the rain" – tên bộ phim mới của hai người.